# Riviera (araldica)
In araldica il termine riviera indica un fiume che, generalmente, scorre sotto un ponte. Indicava diritti di pesca, di pedaggio e possedimenti posti lungo le rive dei fiumi.

Ponte movente da una riviera (stemma di Cecina)
Ponte sopra una riviera (Ceprano)
Riviera posta in fascia (Chiaravalle)
Riviera di rosso (Refrancore)